# Eventi sportivi nel 2005
Maggiori eventi sportivi del 2005 a livello internazionale, ordinati per disciplina.

## Calcio
- Qualificazioni al campionato mondiale di calcio 2006

## Football americano
- Qualificazioni al campionato mondiale di football americano 2007
- Campionato europeo A di football americano 2005,  Svezia

## Pallavolo
- 3 novembre 2004 - 27 marzo 2005: European Champions League di pallavolo maschile 2004-2005
- 10 novembre 2004 - 20 marzo 2005: European Champions League di pallavolo femminile 2004-2005